# گانداستوک
گانداستوک (به لاتین: Gandstock) یک کوه در سوئیس است که در کانتون گلاروس واقع شده‌است. گانداستوک ۲٬۳۱۵ متر بالاتر از سطح دریا واقع شده‌است.